# Сантана, Хармони
Хармони Сантана (англ. Harmony Santana) — американская трансгендерная актриса.

## Биография
Родилась в 1991 году в Бронксе, имеет пуэрто-риканские и доминиканские корни. В 2009 году окончила среднюю школу в Элмвуд-Парк, Нью-Джерси. Жила в Грин Чаймнис — доме для ЛГБТ-молодежи в Манхэттене. Работала в «Bronx AIDS Services». В настоящее время живёт в Майами.
Дебютировала в кино в 2011 году с ролью в фильме «Ган-Хилл-роуд», за который получила несколько номинаций на премии. Также снималась в фильмах «Угрызения 4: Театральный кружок» и «Угрызения 5: Отвязный уик-энд».

## Фильмография
| Год  |     | Русское название                | Оригинальное название        | Роль                     |
| ---- | --- | ------------------------------- | ---------------------------- | ------------------------ |
| 2011 | ф   | Ган-Хилл-роуд                   | Gun Hill Road                | Майкл / Ванесса Родригес |
| 2011 | ф   | Угрызения 4: Театральный кружок | Eating Out: Drama Camp       | Лилли Веракрус           |
| 2011 | ф   | Угрызения 5: Отвязный уик-энд   | Eating Out: The Open Weekend | Лилли Веракрус           |
| 2013 | с   | Будущие государства             | Futurestates                 | Зион                     |
| 2013 | кор | Ты мёртв для меня               | You're Dead to Me            | Гэбриел                  |
| 2016 | с   | Очевидное                       | Transparent                  | Лорена                   |
| 2016 | кор | Моя мама и девушка              | My Mom and the Girl          | девушка                  |
| 2019 | ф   | Трансфинитный                   | Transfinite                  | Нейджма                  |

## Награды и номинации
| Год  | Награда           | Категория                         | Работа        | Результат |
| ---- | ----------------- | --------------------------------- | ------------- | --------- |
| 2011 | FilmOut San Diego | Премия Свободы                    | Ган-Хилл-роуд | Победа    |
| 2011 | ALMA              | Любимая киноактриса второго плана | Ган-Хилл-роуд | Номинация |
| 2012 | Независимый дух   | Лучшая женская роль второго плана | Ган-Хилл-роуд | Номинация |
| 2012 | Готэм             | Лучший прорыв                     | Ган-Хилл-роуд | Номинация |